# Gündüz Alp
Gündüz Alp (fl. XIII secolo) è stato il padre di Ertuğrul e il nonno di Osman I, fondatore dell'Impero ottomano.

## Biografia
Secondo la tradizione, era un bey della tribù Kayi, discendente degli Oghuz. La tomba che si ritiene sia sua si trova a Inegol, in Turchia. 

### Discendenza
Sposò Hayme Hatun, da cui ebbe quattro figli:
- Gündoğdu Bey (nato nel 1196). Generale di Ertuğrul, combatté con lui e col sultano selgiuchide Alaaddin Kayqubad I nella battaglia di Yassıçemen, venendo poi onorato con un hilat, un'armatura cerimoniale offerta ai generali vittoriosi.
- Sungurtekin Bey (nato nel 1197). S'infiltrò come spia nell'esercito di Ögedai Khan per conto dei selgiuchidi, ma le fonti divergono sul suo destino: secondo alcuni fu scoperto e ucciso, secondo altri riuscì a tornare alla sua tribù.
- Ertuğrul Bey (morto nel 1281 ca.). Era il padre di Osman I, fondatore dell'Impero ottomano e capostipite della Casa di Osman;
- Dündar Bey (morto nel 1281/1282). Dopo la morte di Ertuğrul nel 1281, si oppose alla successione di suo figlio Osman, reclamandola per sé, ma venne sconfitto dal nipote e da lui decapitato. Secondo un'altra versione, venne ucciso da Osman con una freccia quando Dündar ne criticò i progetti di espansione militari, che giudicava incauti e pericolosi per la tribù.

Dopo la sua morte, la tribù Kayi si scisse a causa di un dissidio fra i suoi figli: Gündoğdu e Sungurtekin guidarono quindi i loro sostenitori in Asia centrale, mentre Ertuğrul e Dündar, sostenuti dalla madre, presero possesso del beylik di Söğüt coi loro, creando il primo nucleo di quello che sarebbe divenuto l'Impero ottomano.

## Controversia sull'identità
L'identità di Gündüz Alp come padre di Ertuğrul e nonno di Osman I è stata a lungo dimenticata a causa della sua sostituzione nelle genealogie, a un certo punto del XV secolo, con la figura di Suleyman Shah. 
A oggi, la quasi totalità degli storici sostiene Gündüz Alp come antenato osmanita e che Süleyman Shah non sarebbe altro che una "traslazione" di Sulayman ibn Qutulmish, sultano di Rum, e che sarebbe stato incluso nella genealogia osmanita per ragioni di propaganda, in modo da presentare gli ottomani come legittimi eredi dei selgiuchidi. 
Oltre alle prove documentali, la paternità di Gündüz Alp è sostenuta anche da prove materiali, fra cui monete coniate da Osman I sul quale il suo lignaggio è inciso come: "Osman bin Ertuğrul bin Gündüz Alp". 

## Genealogia
Di seguito si riportano quelle genealogie che includono Gündüz Alp come padre di Ertuğrul.
- Tevârih-i Al-i Selçuk, di Yazıcızâde Âli:[4]

|          |                     |            |            |
|          | Gökalp (Gündüz Alp) |            |            |
|          |                     |            |            |
|          |                     |            |            |
| Ertuğrul | Ertuğrul            | Dündar Bey | Dündar Bey |
|          |                     |            |            |
|          |                     |            |            |
| Osman I  |                     |            |            |

- Düstûrnâme-i Enverî, di Enverî:[4][10]

|            |                  |        |        |
|            | Qutalmish        |        |        |
|            |                  |        |        |
|            |                  |        |        |
|            | Alp Mir Süleyman |        |        |
|            |                  |        |        |
|            |                  |        |        |
|            | Şah Melek        |        |        |
|            |                  |        |        |
|            |                  |        |        |
| Gündüz Alp | Gündüz Alp       | Gökalp | Gökalp |
|            |                  |        |        |
|            |                  |        |        |
| Ertuğrul   |                  |        |        |
|            |                  |        |        |
|            |                  |        |        |
| Osman I    |                  |        |        |

- Cronaca di Karamani Mehmed Pasha:[4]

|            |  |
| Oghuz Khan |  |
|            |  |
|            |  |
| Kayik Alp  |  |
|            |  |
|            |  |
| Sarkuk Alp |  |
|            |  |
|            |  |
| Gök Alp    |  |
|            |  |
|            |  |
| Gündüz Alp |  |
|            |  |
|            |  |
| Ertuğrul   |  |
|            |  |
|            |  |
| Osman I    |  |

## Gündüz Alp, figlio di Ertuğrul
Oltre che di suo padre, Gündüz Alp era anche il nome di uno dei figli di Ertuğrul. Questo Gündüz Alp (1245-1306), detto Akbaşlı, in seguito servì come comandante nell'esercito di suo fratello Osman I. 
Aveva due figli e una figlia:
- Aktimur Bey (nato nel 1283). Comandante e governatore sotto Osman I[13][14].
- Aydoğdu Bey (1284 - luglio 1302). Morì nella battaglia di Bafeo e venne sepolto nell'attuale Erdoğan Köyü, lungo la strada che collega Bursa a Yenişehir[4].
- Efendize Hatun. Sposò suo cugino Orhan, figlio di Osman I, e fu madre del suo erede presunto, Süleyman Pasha[15].